# Leptasthenura yanacensis
Leptasthenura yanacensis là một loài chim trong họ Furnariidae.